# Saison 15 de Doctor Who, première série
Chronologie
Saison 14 Saison 16
Cet article présente les épisodes de la quinzième saison de la première série de la série télévisée Doctor Who.

## Distribution
- Tom Baker (V. F. : Jacques Ferrière) : Le Docteur
- Louise Jameson : Leela
- John Leeson : K-9

## Liste des épisodes
| N°  | Part. | Titre original                    | Scénario              | Réalisation           | Première diffusion au Royaume-Uni                                                       | Code | Audience (en millions)      |
| --- | ----- | --------------------------------- | --------------------- | --------------------- | --------------------------------------------------------------------------------------- | ---- | --------------------------- |
| 092 | 1     | Horror of Fang Rock (4 épisodes)  | Terrance Dicks        | Paddy Russell         | 3 septembre 1977 10 septembre 1977 17 septembre 1977 24 septembre 1977                  | 4V   | 6,8 7,1 9,8 9,9             |
| 093 | 2     | The Invisible Enemy (4 épisodes)  | Bob Baker Dave Martin | Derrick Goodwin       | 1er octobre 1977 8 octobre 1977 15 octobre 1977 22 octobre 1977                         | 4T   | 8,6 7,3 7,5 8,3             |
| 094 | 3     | Image of the Fendahl (4 épisodes) | Chris Boucher         | George Spenton-Foster | 29 octobre 1977 5 novembre 1977 12 novembre 1977 19 novembre 1977                       | 4X   | 6,7 7,5 7,9 9,1             |
| 095 | 4     | The Sun Makers (4 épisodes)       | Robert Holmes         | Pennant Roberts       | 26 novembre 1977 3 décembre 1977 10 décembre 1977 17 décembre 1977                      | 4W   | 8,5 9,5 8,9 8,4             |
| 096 | 5     | Underworld (4 épisodes)           | Bob Baker Dave Martin | Norman Stewart        | 7 janvier 1978 14 janvier 1978 21 janvier 1978 28 janvier 1978                          | 4Y   | 8,9 9,1 8,9 11,7            |
| 097 | 6     | The Invasion of Time (6 épisodes) | David Agnew           | Gerald Blake          | 4 février 1978 11 février 1978 18 février 1978 25 février 1978 4 mars 1978 11 mars 1978 | 4Z   | 11,2 11,4 9,5 10,9 10,3 9,8 |